# Rio Alambari (Tietê)
O rio Alambari é um rio brasileiro do estado de São Paulo, afluente do rio Tietê.
O rio Alambari possui como principais afluentes os córregos Nova América, do Rodrigues, Petiço, Oiti e Sete Guarantãs. 
O rio Alambari passa na divisa dos municípios de Anhembi e Botucatu.

## Referência
- Mapa Rodoviário do Estado de São Paulo - (2004) - DER

1. ↑  «Alambari - SP, parabéns pelos 33 anos». Grifon Brasil. Consultado em 25 de abril de 2025